# Liste des films produits par Hammer Film Productions

## Classement thématique

### CycleDick Barton(1948-1950)
1. 1948 : Dick Barton: Special Agent, de Alfred Goulding
2. 1949 : Dick Barton Strikes Back, de Godfrey Grayson
3. 1950 : Dick Barton At Bay, de Godfrey Grayson

### CyclePC 49(1949-1951)
1. 1949 : The Adventures of PC 49: Investigating the Case of the Guardian Angel, de Godfrey Grayson
2. 1951 : A Case For PC 49, de Francis Searle

### CycleRobin des Bois(1954-1973)
1. 1954 : La Revanche de Robin des Bois (The Men Of Sherwood Forest), de Val Guest
2. 1960 : Le Serment de Robin des Bois (The Sword Of Sherwood Forest), de Terence Fisher
3. 1968 : Le Défi de Robin des Bois (A Challenge For Robin Hood), de C.M. Pennington-Richards
4. 1973 : La Légende de Robin des Bois (Wolfshead: The Legend of Robin Hood), de John Hough

### CycleBernard Quatermass(1955-1967)
1. 1955 : Le Monstre (Quatermass Xperiment), de Val Guest
2. 1957 : La Marque (Quatermass 2), de Val Guest
3. 1967 : Les Monstres de l'espace (Quatermass And The Pit), de Roy Ward Baker

### CycleFrankenstein(1957-1974)
1. 1957 : Frankenstein s'est échappé (The Curse of Frankenstein), de Terence Fisher
2. 1958 : La Revanche de Frankenstein (The Revenge of Frankenstein), de Terence Fisher
3. 1964 : L'Empreinte de Frankenstein (The Evil of Frankenstein), de Freddie Francis
4. 1967 : Frankenstein créa la femme (Frankenstein Created Woman), de Terence Fisher
5. 1969 : Le Retour de Frankenstein (Frankenstein Must Be Destroyed), de Terence Fisher
6. 1970 : Les Horreurs de Frankenstein (The Horror of Frankenstein), de Jimmy Sangster
7. 1974 : Frankenstein et le monstre de l'enfer (Frankenstein and the Monster from Hell), de Terence Fisher

### Cycle Blood Island (1958-1965)
- 1958 : L'Île du camp sans retour (The Camp On Blood Island), de Val Guest
- 1965 : Le Secret de l'île sanglante (The Secret Of Blood Island), de Quentin Lawrence

### Cycle desvampires(1958-1974)
- Comte Dracula :
  1. 1958 : Le Cauchemar de Dracula (Dracula), de Terence Fisher avec Christopher Lee
  2. 1966 : Dracula, prince des ténèbres (Dracula: Prince of Darkness), de Terence Fisher avec Christopher Lee
  3. 1968 : Dracula et les Femmes (Dracula Has Risen from the Grave), de Freddie Francis avec Christopher Lee
  4. 1970 : Une messe pour Dracula (Taste the Blood of Dracula), de Peter Sasdy avec Christopher Lee
  5. 1970 : Les Cicatrices de Dracula (Scars of Dracula), de Roy Ward Baker avec Christopher Lee
  6. 1972 : Dracula 73 (Dracula A.D. 1972), d'Alan Gibson avec Christopher Lee
  7. 1974 : Dracula vit toujours à Londres (The Satanic Rites of Dracula), d'Alan Gibson avec Christopher Lee
  8. 1974 : La Légende des sept vampires d'or (The Legend of the 7 Golden Vampires), de Roy Ward Baker avec John Forbes-Robertson

- Baron Meinster :
  - 1960 : Les Maîtresses de Dracula (The Brides of Dracula), de Terence Fisher avec David Peel

- Docteur Ravna :
  - 1963 : Le Baiser du vampire (The Kiss of the Vampire), de Don Sharp avec Noel Willman

- Comtesse Mircalla Karnstein :
  1. 1970 : Les Passions des vampires (The Vampire Lovers), de Roy Ward Baker avec Ingrid Pitt
  2. 1971 : La Soif du vampire (Lust for a Vampire), de Jimmy Sangster avec Yutte Stensgaard
  3. 1971 : Les Sévices de Dracula (Twins of Evil), de John Hough avec Katya Wyeth

- Comtesse Nodosheen :
  - 1971 : Comtesse Dracula (Countess Dracula), de Peter Sasdy avec Ingrid Pitt

- Comte Mitterhaus :
  - 1972 : Le Cirque des vampires (Vampire Circus), de Robert Young avec Robert Tayman

- Capitaine Kronos :
  - 1972 : Capitaine Kronos, tueur de vampires (Captain Kronos, Vampire Hunter), de Brian Clemens avec Horst Janson

### Cycle des satanistes (1968-1976)
1. 1968 : Les Vierges de Satan (The Devil Rides Out), de Terence Fisher
2. 1976 : Une fille pour le diable (To The Devil... A Daughter), de Peter Sykes

### Cycle dela Momie(1959-1971)
1. 1959 : La Malédiction des pharaons (The Mummy), de Terence Fisher
2. 1964 : Les Maléfices de la momie (The Curse of the Mummy's Tomb), de Michael Carreras
3. 1967 : Dans les griffes de la momie (The Mummy's Shroud), de John Gilling
4. 1971 : La Momie sanglante (Blood from the Mummy's Tomb), de Seth Holt

### CycleDocteur Jekyll(1960-1971)
1. 1960 : Les Deux Visages du Docteur Jekyll (The Two Faces Of Dr. Jekyll), de Terence Fisher
2. 1971 : Dr Jekyll et Sister Hyde (Dr. Jekyll And Sister Hyde), de Roy Ward Baker

### Cycle She (1965-1967)
1. 1965 : La Déesse de feu (She), de Robert Day
2. 1967 : La Déesse des sables (The Vengeance Of She), de Cliff Owen

### Cycle préhistorique (1966-1971)
1. 1966 : Un million d'années avant J.C. (One Million Years B.C.), de Don Chaffey
2. 1968 : Les Femmes préhistoriques (Slave Girls), de Michael Carreras
3. 1970 : Quand les dinosaures dominaient le monde (When Dinosaurs Ruled The Earth), de Val Guest
4. 1971 : Violence et sexe aux temps préhistoriques (Creatures The World Forgot), de Don Chaffey

### Cycle on the Buses (1971-1973)
- 1971 : Les As de l'impériale (On the Buses), de Harry Booth
- 1972 : Mutiny on the Buses, de Harry Booth
- 1973 : Holliday on the Buses, de Bryan Izzard

### Cycle de la Dame en noir (2012-2015)
- 2012 : La Dame en noir (The Woman in black) de James Watkins
- 2015 : La Dame en noir 2 : L'Ange de la mort (The Woman in Black: Angel of Death) de Tom Harper

## Autres films, classés par ordre chronologique

### Les années 1930
- 1935 : The Public Life of Henry the Ninth, de Bernard Mainwaring
- 1935 : The Mystery of the Mary Celeste, de Denison Clift
- 1936 : Song of Freedom, de Jim Elder Wills
- 1936 : The Bank Messenger Mystery, de Lawrence Huntington
- 1937 : Sporting Love, de Jim Elder Wills

### Les années 1940
- 1946 : Candy's Calender, de Horace Shepherd
- 1946 : Cornish Holiday, de Harry Long
- 1946 : Old Father Thames, de Hal Wilson et Ben R. Hart
- 1946 : Crime Reporter, de Ben R. Hart
- 1947 : Bred To Stay, de A. A. Housset
- 1947 : Materiel Evidence, de Darrell Catling
- 1947 : Death in High Heels, de Lionel Tomlinson
- 1947 : Skiffy Goes to Sea, de Harry May
- 1947 : We do Believe in Ghosts, de Walter West
- 1948 : River Patrol, de Ben R. Hart
- 1948 : Who Killed Van Loon?, de Lionel Tomlinson et Gordon Kyle
- 1948 : The Dark Road, de Alfred Goulding
- 1948 : It's a Dog Life, de Leslie Lawrence
- 1949 : Celia, de Francis Searle
- 1949 : The Jack of Diamonds, de Vernon Sewell
- 1949 : Dr. Morelle - The Case of the Missing Heiress, de Godfrey Grayson

### Les années 1950
- 1950 : The Man in Black, de Francis Searle
- 1950 : Meet Simon Cherry, de Godfrey Grayson
- 1950 : Someone at the Door, de Francis Searle
- 1950 : What the Butler Saw, de Godfrey Grayson
- 1950 : Room to Let, de Godfrey Grayson
- 1950 : The Lady Craved Excitement, de Godfrey Grayson
- 1951 : The Rossiter Case, de Francis Searle
- 1951 : To Have and to Hold, de Godfrey Grayson
- 1951 : The Dark Light, de Vernon Sewell
- 1951 : Cloudburst, de Francis Searle
- 1951 : The Black Window, de Vernon Sewell
- 1952 : Death of an Angel, de Charles Saunders
- 1952 : Whispering Smith Hits London, de Francis Searle
- 1952 : The Last Page, de Terence Fisher
- 1952 : Never Look Back, de Francis Searle
- 1952 : Stolen Face, de Francis Searle
- 1952 : Lady in the Fog, de Sam Newfield
- 1953 : The Gambler and the Lady, de Pat Jenkins et Sam Newfield
- 1953 : Le Triangle à quatre côtés (Four-Sided Triangle), de Terence Fisher
- 1953 : Enquête dans l'espace (Spaceways), de Terence Fisher
- 1953 : Modern Ireland, de Eric Lindeman
- 1953 : The Flanagan Boy, de Reginald LeBorg
- 1953 : River Ships, de Peter Bryan
- 1953 : Mantrap, de Terence Fisher
- 1953 : Sky Traders, de Peter Bryan
- 1953 : Le Saint défie Scotland Yard (The Saint's Return), de Seymour Friedman
- 1954 : Blood Orange, de Terence Fisher
- 1954 : Face the Music, de Terence Fisher
- 1954 : Life With the Lyons, de Val Guest
- 1954 : The House Across the Lake, de Ken Hughes
- 1954 : Meurtres sans empreintes (The Stranger Came Home), de Terence Fisher
- 1954 : Five Days, de Montgomery Tully
- 1954 : 36 Hours (en) de Montgomery Tully
- 1954 : Mask of Dust, de Terence Fisher
- 1955 : The Lyons in Paris, de Val Guest
- 1955 : Rapt à Hambourg (Break In The Circle), de Val Guest
- 1955 : Third-Party Risk, de Daniel Birt
- 1955 : Murder by Proxy, de Terence Fisher
- 1955 : Cyril Stapleton and his Showband, de Michael Carreras
- 1955 : The Glass Cage, de Montgomery Tully
- 1955 : The Eric Winstone Bandshow, de Michael Carreras
- 1955 : The Right Person, de Peter Cotes
- 1956 : Just for You, de Michael Carreras
- 1956 : Parade of the Bands, de Michael Carreras
- 1956 : A Man on the Beach, de Joseph Losey
- 1956 : Eric Winstone's Stagecoach, de Michael Carreras
- 1956 : Women Without Men, de Elmo Williams
- 1956 : Copenhagen, de Michael Carreras
- 1956 : X l'Inconnu (X the Unknown) de Leslie Norman
- 1956 : Dick Turpin - Highwayman, de David Paltenghi
- 1957 : Le Commando sacrifié (The Steel Bayonet), de Michael Carreras
- 1957 : Le Redoutable Homme des neiges (The Abominable Snowman), de Val Guest
- 1957 : Clean Sweep, de Maclean Rogers
- 1958 : A Man with a Dog, de Leslie Arliss
- 1958 : Seven Wonders Of Ireland, de Peter Bryan
- 1958 : L'Homme au masque de verre (The Snorkel), de Guy Green
- 1958 : Further Up the Creek !, de Val Guest
- 1958 : Up the Creek, de Val Guest
- 1958 : Murder at Site 3, de Francis Searle
- 1959 : The Edmundo Ros Half Hour, de Michael Carreras
- 1959 : Danger List, de Leslie Arliss
- 1959 : I Only Arsked, de Montgomery Tully
- 1959 : Day of Grace, de Francis Searle
- 1959 : Le Vilain petit canard (The Ugly Duckling), de Lance Comfort
- 1959 : Le Chien des Baskerville (The Hound Of The Baskervilles), de Terence Fisher
- 1959 : Opération Universe, de Peter Bryan
- 1959 : Section d'assaut sur le Sittang (Yesterday's Enemy), de Val Guest
- 1959 : Ticket To Happiness, de Peter Bryan
- 1959 : L'Homme qui trompait la mort (The Man Who Could Cheat Death), de Terence Fisher
- 1959 : Don't Panic Chaps !, de George Pollock

### Les années 1960
- 1960 : Les Étrangleurs de Bombay (The Stranglers Of Bombay), de Terence Fisher
- 1960 : Un homme pour le bagne (Hell Is A City), de Val Guest
- 1960 : Visa pour Canton (Visa to Canton), de Michael Carreras
- 1960 : Méfiez-vous des inconnus (Never Takes Sweets From A Stranger), de Cyril Frankel
- 1961 : La Nuit du loup-garou (The Curse Of The Werewolf), de Terence Fisher
- 1961 : Traitement de choc (The Full Treatment), de Val Guest
- 1961 : A Week End with Lulu, de John Paddy Carstairs
- 1961 : Hurler de peur (Taste Of Fear), de Seth Holt
- 1961 : L'Empreinte du dragon rouge (The Terror of the Tongs), de Anthony Bushell
- 1961 : Watch it Sailor!, de Wolf Rilla
- 1961 : Le Spectre du chat (The Shadow Of The Cat), de John Gilling
- 1961 : Cash on Demand, de Quentin Lawrence
- 1962 : Le Fantôme de l'opéra (The Phantom Of The Opera), de Terence Fisher
- 1962 : Le Fascinant Capitaine Clegg (Captain Clegg), de Peter Graham Scott
- 1962 : L'Attaque de San Cristobal (The Pirates Of Blood River), de John Gilling
- 1963 : Le Maniaque (The Maniac), de Michael Carreras
- 1963 : Les Damnés (The Damned), de Joseph Losey
- 1963 : L'Épée écarlate (The Scarlet Blade), de John Gilling
- 1964 : Paranoïaque (Paranoiac), de Freddie Francis
- 1964 : The Old Dark House, de William Castle
- 1964 : Meurtre par procuration (Nightmare), de Freddie Francis
- 1964 : Les Pirates du diable (The Devil-Ship Pirates), de Don Sharp
- 1964 : La Gorgone (The Gorgon), de Terence Fisher
- 1965 : Fanatic, de Silvio Narizzano
- 1965 : Hysteria, de Freddie Francis
- 1965 : Le Rebelle de Kandahar (The Brigand of Kandahar), de John Gilling
- 1965 : Confession à un cadavre (The Nanny), de Seth Holt
- 1966 : L'Invasion des morts-vivants (The Plague Of The Zombies), de John Gilling
- 1966 : Raspoutine, le moine fou (Rasputin : The Mad Monk), de Don Sharp
- 1966 : La Femme reptile (The Reptile), de John Gilling
- 1966 : Pacte avec le Diable (The Witches ou The Devil's Own), de Cyril Frankel
- 1967 : La Reine des Vikings (The Viking Queen), de Don Chaffey
- 1967 : The Anniversary, de Roy Ward Baker
- 1968 : Le Peuple des abîmes (The Lost Continent), de Michael Carreras
- 1968 : Les Vierges de Satan (The Devil Rides Out), de Terence Fisher
- 1969 : Alerte Satellite 02 (Moon Zero Two), de Roy Ward Baker

### Les années 1970
- 1970 : Le Mannequin défiguré (Crescendo), de Alan Gibson
- 1971 : La Fille de Jack l'Éventreur (The Hands Of The Ripper), de Peter Sasdy
- 1972 : Sueur froide dans la nuit (Fear In The Night), de Jimmy Sangster
- 1972 : Straight on Till Morning, de Peter Collinson
- 1972 : Les Démons de l'esprit (Demons of the Mind), de Peter Sykes
- 1973 : That's Your Funeral !, de John Robins
- 1973 : Love Thy Neighbour, de John Robins
- 1973 : Nearest and Dearest, de John Robins
- 1973 : Man at the Top, de Mike Vardy
- 1974 : Man About the House, de John Robins
- 1975 : Un dénommé Mister Shatter (Shatter), de Michael Carreras
- 1979 : Une femme disparaît (The Lady Vanishes), de Anthony Page

### Les années 2010
- 2010 : Laisse-moi entrer (Let Me In), de Matt Reeves
- 2011 : La Locataire (Resident), d'Antti Jokinen
- 2011 : Wake Wood, de David Keating
- 2014 : Les Âmes silencieuses (The Quiet Ones) de John Pogue
- 2018 : La Malédiction Winchester (Winchester: The House that Ghosts Built), de Michael Spierig et Peter Spierig
- 2019 : The Lodge de Deverin Fiala et Veronika Franz